# Sincretisme
|  | Per a altres significats, vegeu «Sincretisme (lingüística)». |

El sincretisme és la visió del món o la cultura basada en la fusió d'elements provinents d'altres cultures; és el mestissatge aplicat a la concepció filosòfica. Així, es parla d'ideologies o religions sincrètiques quan s'han format per la suma d'elements d'altres maneres de pensar i creure. Fou un terme utilitzat per Plutarc.
La majoria de moviments culturals o de pensament tenen aspectes sincrètics perquè cap neix del no-res. Per exemple, el cristianisme adapta molts ritus antics o està influït per la filosofia grega. Però normalment es reserva el terme per parlar de pensaments que ja neixen com a fusió, tals com les religions afroamericanes o aquells pensadors que volen conscientment fer una síntesi de dos autors precedents enfrontats.

## Etimologia
Històricament, es considera que la formació de la paraula "sincretisme", en grec συγκρητισμος (sincretismós), està formada per les partícules 'syn-' (amb), 'kriti' (cretenc) i '-isme' (doctrina). El mot l'hauria encunyat Plutarc, quan explica que els cretencs deixaven de banda les seves diferències internes en períodes de guerra. Posteriorment Erasme de Rotterdam va introduir la paraula llatina syncretismus -fent referència al text de Plutarc- per referir-se a la conciliació de dos o més sistemes filosòfics, o creences i opinions, en un de sol.
Una altra versió atribueix el morfema central al mot κερας, que significa "banya". En termes bèl·lics, els grecs deien banyes al que ara anomenem ales o flancs d'un exèrcit; on s'aglutinaven diferents pobles aliats davant dels invasors. També podria provenir del verb κεραννυμι, que significava "barrejar" (especialment vi amb aigua) o "fondre", i del que ens ha arribat la paraula "ceràmica".

## Sincretisme en l'antropologia

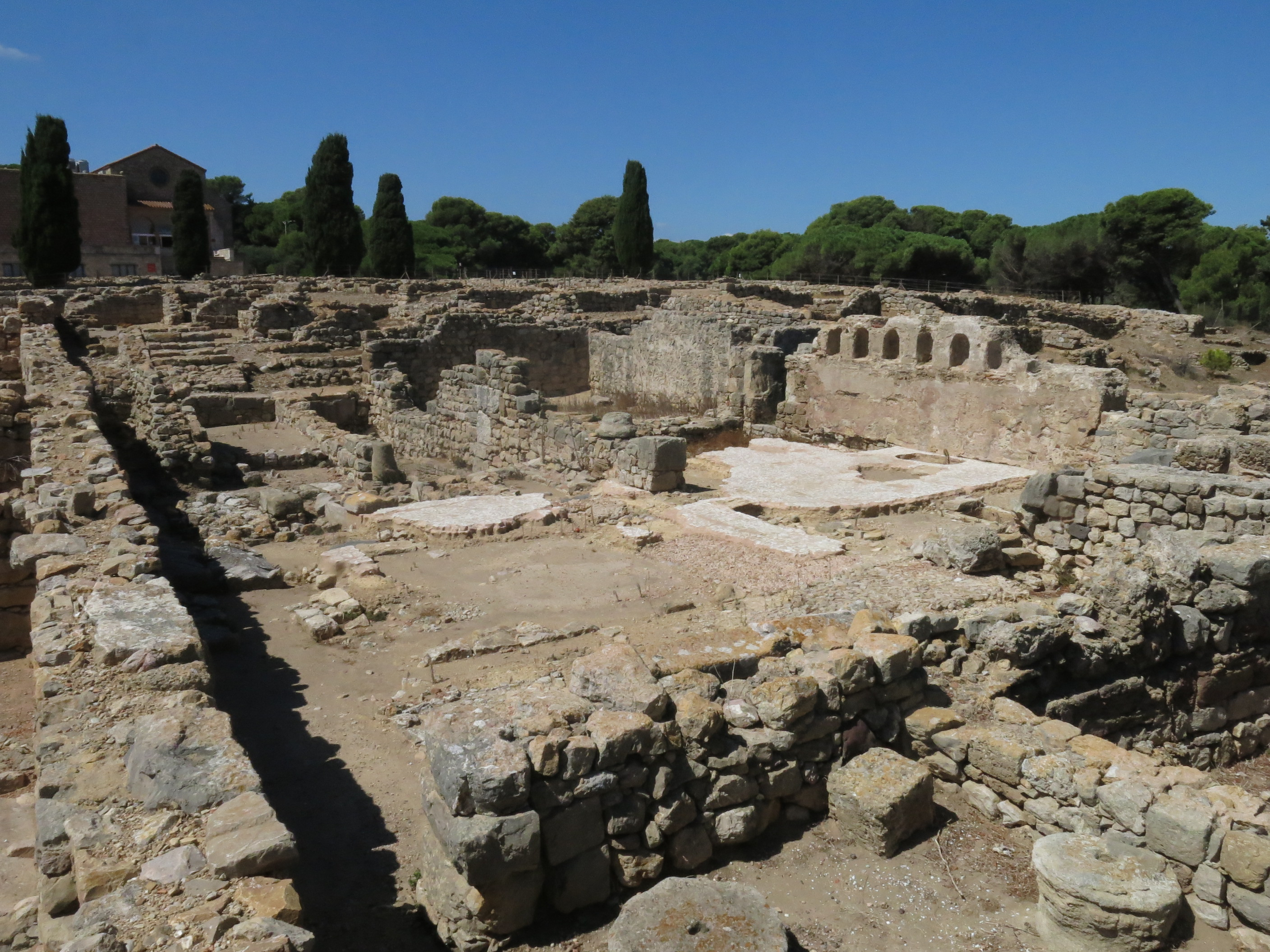
Les edificacions de la Neàpolis d'Empúries mostren els efectes del sincretisme resultant de la convivència de diferents cultures.

Per a l'antropologia és difícil sostenir que no hi ha cap cultura exempta d'elements amb un origen difús o que prengui certes llicències extretes d'alguna altra part, que no sigui el propi entorn sociocultural. En concret, el terme només adquireix sentit per a les teories funcionalistes de la cultura, que pressuposen unitats socials o cultures unificades i ben delimitades. Tot i això, el terme comporta una sèrie de problemes de caràcter històric, sense esmentar el poc abast i precisió descriptiva relacionada a l'ordre i canvi social. Per tant, només seria comprensible dins dels marcs de la teoria funcionalista clàssica. Tant etnohistoriadors com difusionistes també van fer servir el terme per a descriure sistemes culturals emergents després del xoc històric entre pobles dissímils, com per exemple els afroamericans.
Pel que fa als estudis de religió comparada, el terme va ser utilitzat – durant el segle xvii – per a condemnar l'adulteració de la “veritable” fe cristiana; encara que a finals del segle xx se'l segueix emprant, però per a referir-se a la barreja de diverses tradicions religioses. Alhora, és utilitzat en antropologia de la religió per a referir-se als sistemes híbrids, específicament als relacionats durant la colonització europea; com ho va ser el sionisme a l'Àfrica.
No són pocs els estudis que en suggereixen l'anacronisme i l'obsolescència pràctica, pel que fa a l'antropologia, particularment a partir dels canvis ocasionats per l'expansió de sistemes econòmics, comunicatius i polítics globals. Davant de tot això, la noció de sincretisme –que suggereix la barreja de dues tradicions holístiques– és sens dubte limitada, per no dir insuficient per descriure la quantitat d'intercanvis culturals que esdevenen a tot el món.

## Sincretisme en la religió

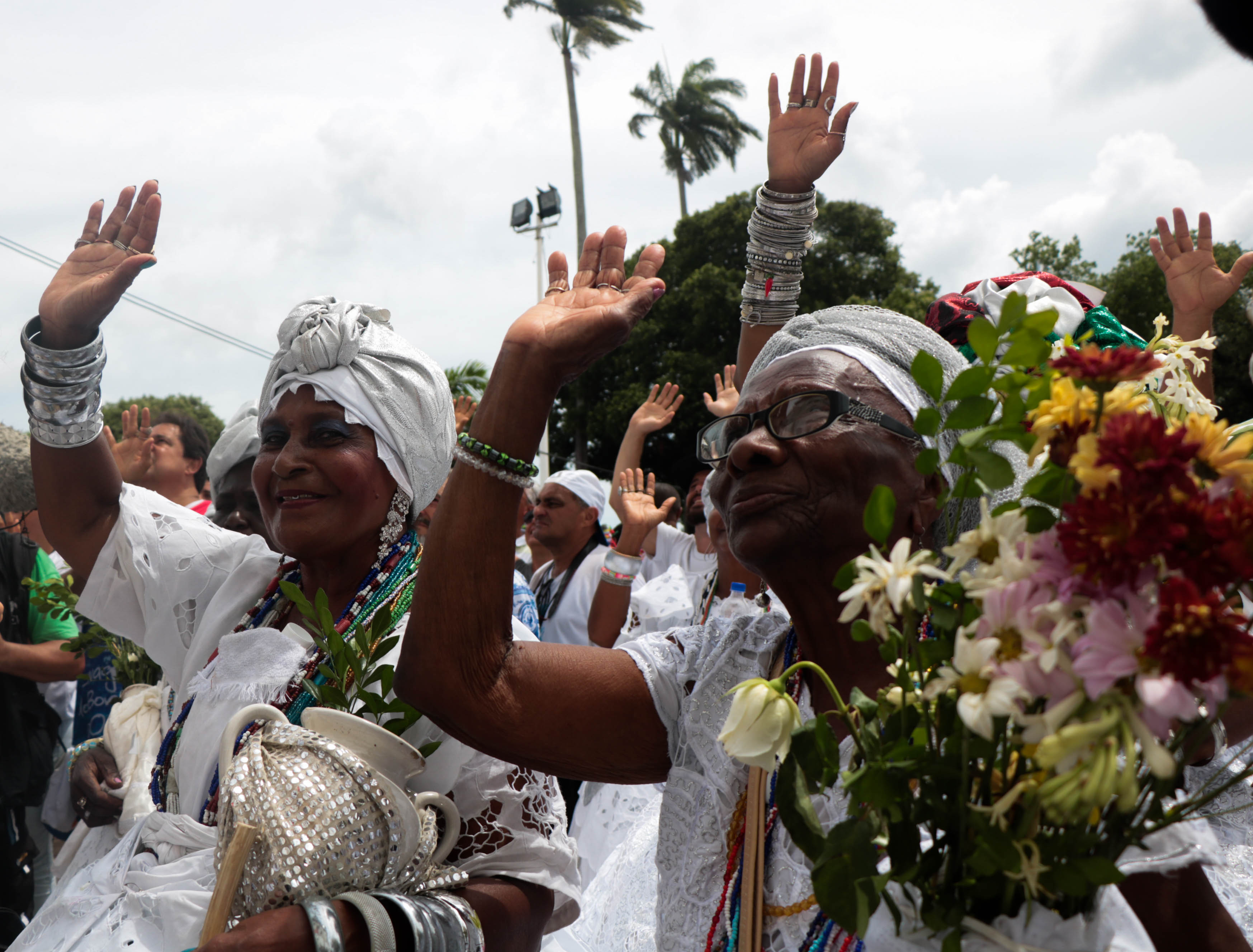
La tradicional cerimònia de la Lavagem do Bomfim, que té lloc a Salvador en el mes de gener, unia el culte cristià al Senyor de Bomfim amb la Processó de les Aigues d'Oxalá, del candomblé.

El procés de sincretització religiosa s'ha de desenvolupar com una simbiosi on els dos cultes es mantinguin. Però aquesta simbiosi no s'ha d'entendre necessàriament com la consecució de la cohabitació de les tradicions implicades: la simbiosi pot donar lloc al naixement d'una nova identitat cultural única, fins i tot permetent que es mantinguin els dos cultes originaris.
El sincretisme no és un procés automàtic fruit del diàleg o d'una posada en comú. La realització del sincretisme religiós no sorgeix de l'acord sinó de la cohabitació. El moment en què dues cultures diferents es troben cara a cara pot provocar un conflicte greu. El sincretisme suposa acceptar la situació de crisi i fer front a dues etapes: l'acomodació i l'assimilació. Durant l'acomodació, cap de les cultures muda. Es produeix un ajustament exterior, que es pot produir de manera ràpida, però no suposa un pas sòlid. L'acomodació de les cultures es pot entendre com una presa de consciència, per part dels individus de cada cultura de l'existència, d'aquesta cohabitació. Es poden produir canvis a la façana de cada tradició en una recerca de fer més fàcil la relació, però tots els individus guarden els valors de la seva cultura original. La segona fase, l'assimilació, afecta les cultures en conflicte que es fusionen mitjançant una interpenetració. Els individus que pertanyen a les diferents tradicions no es tanquen sobre els seus valors originaris, sinó que s'obren, acceptant i adquirint nous costums. És un procés molt lent i inconscient. L'assimilació es produeix amb l'aparició d'una història comuna per a les dues tradicions. Els individus viuen el mateix dia a dia des de dues tradicions diferents, però formen un nou grup que es forma amb la integració dels diferents individus a un nou àmbit social.
El sentit antic de sincretisme s'emprava per designar l'activitat de certs teòlegs, principalment protestants, que es proposaven aconseguir reconciliacions, acords entre doctrines diferents o oposades, per mitjà de debats i confrontacions públiques de les tesis presentades. En va ser un exemple Johann Christoph Pfaff (1651-1720).

## Sincretisme en la política

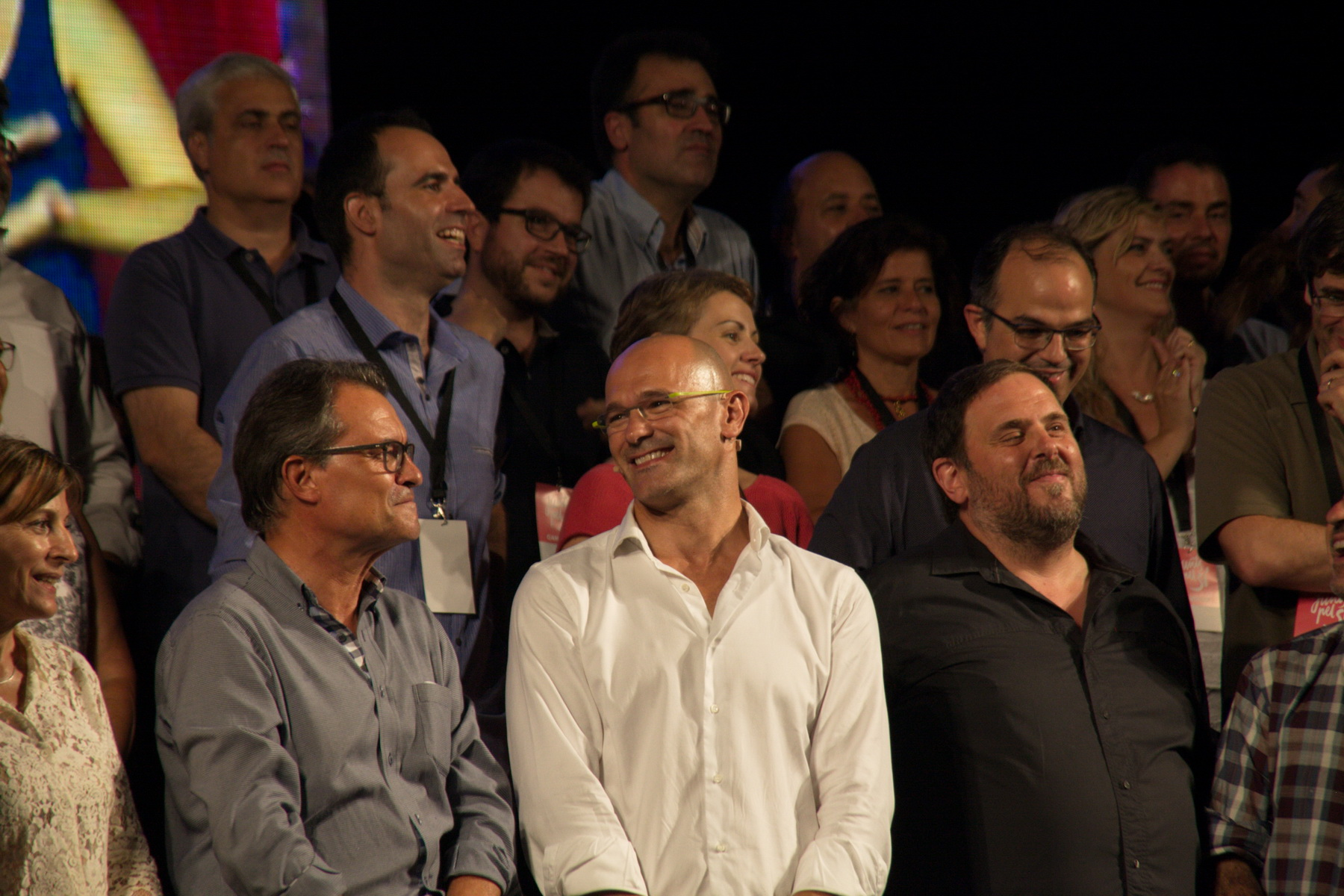
Acte electoral de Junts pel Sí, 2015.

També conegut com política transversal, és una concepció política que pretén acumular diverses posicions ideològiques característiques de la política d'esquerres i la de dretes. Tot i que ambdues posicions es representen habitualment com a oposades, apel·len als individus "no sectaris" oferint-los les coses positives de totes dues postures. Una posició intermèdia entre ambdós bàndols és el centrisme i la persona que dona suport a aquesta posició política és un moderat. En ocasions, per diferenciar-se i fidelitzar el seu electorat, el sincretisme es recolza en valors fora del espectre polític d'esquerra-dreta, com l'identitat nacional, ètnica o religiosa. Quan els partits polítics transversals tenen una representació minoritària en un parlament, sovint se'l considera un partit frontissa. A la Catalunya de la dècada del 2010, es va veure l'ascens i caiguda de dos partits sincrètics: Junts pel Sí i Ciutadans.
La política de Tercera posició parteix d'una base similar al sincretisme polític, però té un caire populista i s'ha identificat amb el feixisme. Són exemples el falangisme, el nazisme o el peronisme.

## Sincretisme en l'art
Les diferents expressions artístiques s'han beneficiat de la confluència de dues cultures. A la península Ibèrica va sorgir l'art mudèjar, com abans Grècia havia contactat amb budistes, egipcis i romans. El Nou Món va viure aquesta fusió, com per exemple amb l'art Tequitqui, al Mèxic del segle xvi; o segles després, amb el Moviment Antropofàgic brasiler.